# Mina per voi
Mina per voi è una raccolta della cantante italiana Mina, pubblicata nel 1970 dalla PDU con distribuzione RCA Italiana.

## Descrizione
Altra raccolta, edita solo su Stereo8 e audiocassetta, che si compone di dodici brani già pubblicati in passato, tra cui quelli del singolo Non credere/Dai dai domani, già presenti sugli stessi supporti nell'antologia Mina d'estate e, nel caso di Non credere, anche sull'album precedente, entrambi del 1969.
Per il formato Stereo8 viene riportato il numero di catalogo PDU Z8SU 71020, che collocherebbe erroneamente la raccolta cronologicamente prima dell'album ...bugiardo più che mai... più incosciente che mai... (Stereo8 PDU Z8SU 71024) da cui la stessa riprende alcuni brani. Analogamente il catalogo PDU 694 per l'audiocassetta, oltretutto già usato per lo stesso supporto della raccolta Stasera...Mina, anch'essa antecedente.
Dal 2012 tutte le raccolte NON fanno più parte della discografia ufficiale Archiviato il 14 gennaio 2020 in Internet Archive. dell'artista.

## Tracce
1. E sono ancora qui – 2:29 – da Canzonissima '68, 1968
2. Non credere – 4:03 – da ...bugiardo più che mai... più incosciente che mai..., 1969
3. Somos – 2:29 – da Dedicato a mio padre, 1967
4. Un'ombra – 3:22 – da ...bugiardo più che mai... più incosciente che mai..., 1969
5. I Should Care – 3:15 – da Dedicato a mio padre, 1967
6. Munasterio 'e Santa Chiara – 2:34 – Le più belle canzoni italiane interpretate da Mina, 1968
7. I problemi del cuore – 3:44 – da ...bugiardo più che mai... più incosciente che mai..., 1969
8. I Won't Cry Anymore – 3:02 – da Mina for You, 1969
9. Non ti scordar di me – 2:23 – Le più belle canzoni italiane interpretate da Mina, 1968
10. Fantasia (Fantasy) – 3:01 – da Canzonissima '68, 1968
11. So (Preciso aprender a ser só) – 3:19 – da Dedicato a mio padre, 1967
12. Dai, dai, domani (A praça) – 3:10 – da Mina d'estate, 1969